# Atif Dudaković
Atif Dudaković (* 2. Dezember 1953 in Orahova, Jugoslawien) ist ein ehemaliger Generalleutnant der Armee der Republik Bosnien und Herzegowina (Armija RBiH) und Kommandant des 5. Korps (Peti korpus). Atif Dudaković ist einer der populärsten Generäle in Bosnien und Herzegowina.

## Leben
Geboren wurde Atif Dudakovic am 2. Dezember 1953 in Orahova. Atif Dudaković begann seine militärische Karriere Mitte 1976 in der Jugoslawischen Volksarmee (JNA). Bis 1991 diente er im Rang eines Majors in einer Artillerieschule in Zadar, danach an einer Militärakademie in Belgrad.  Zu Beginn des Balkankriegs war er auf der Seite des 9. Korps der JNA und damit General Ratko Mladić unterstellt. Nach Bihac kam er im April 1992 und trat der bosnischen Armee bei. Im November 1993 übernimmt der die Führung des 5. Korpus von Ramiz Drekovic. Nach dem Krieg entschied er sich politisch zunächst für die SDA und seit 2010 für die SBiH von Haris Silajdžić zu engagieren.

## Bosnienkrieg
Als der Krieg in Bosnien ausbrach, war er in der Jugoslawischen Volksarmee. Als der Krieg auch Bosnien erreichte, flüchtete er sofort auf die Seite der Armee der Republik Bosnien und Herzegowina. Dort wurde ihm das Kommando des 5. Korps Bihać von General Ramiz Dreković übergeben, der das Kommando des 4. Korps in Mostar übernahm. Im weiteren Verlauf des Krieges wurde Bihać von allen Seiten umzingelt und war neben Srebrenica auch eine ethnische Enklave. Mit seinem früheren Bekannten Ante Gotovina erzielte er große militärische Erfolge wie etwa einen Teilerfolg bei der Operation Oluja, den Durchbruch des Belagerungsringes um die Bihać-Enklave sowie die Einnahme der Städte Bosanska Krupa, Bosanski Petrovac, Ključ und Sanski Most. Er beendete seine militärische Karriere als Oberbefehlshaber der Föderationsstreitkräfte (VFBIH) im Range eines Generalleutnants.